# Phillip Sprangle
Phillip Sprangle (* 27. September 1944 in Brooklyn) ist ein US-amerikanischer Physiker, der sich mit Anwendungen der Plasmaphysik befasst.
Sprangle studierte am Polytechnic Institute of Brooklyn mit dem Bachelor in Elektrotechnik 1967, 1969 seinen Master-Abschluss an der University of Puerto Rico und wurde 1973 an der Cornell University (an der er seit 1969 war) in Angewandter Physik promoviert. Ab 1972 war er am Naval Research Laboratory, ab 1982 als Leitender Wissenschaftler. Er leitete dort die Abteilung Beam Physics. Er ist Professor an der University of Maryland.
Er befasste sich mit der Ausbreitung von Laserstrahlen hoher Intensität  in der Atmosphäre, der Wechselwirkung ultrakurzer Laserpulse von Hochleistungslasern mit Materie, nichtlinearer Optik und nichtlinearer Plasmaphysik, Freien Elektronenlasern, und Lasern in der Teilchenbeschleunigung.
2008 erhielt er den IEEE Plasma Science Award, 1991 den International Free Electron Laser Prize, 1986 den E. O. Hulburt Science and Engineering Award, 2008 eine Auszeichnung als Top Navy Scientist and Engineer of the Year und 2012 den Fred E. Saalfeld Award für herausragende Lebensleistung als Wissenschaftler des Office of Naval Research.
2013 erhielt er den James-Clerk-Maxwell-Preis für Plasmaphysik, für Pionierarbeiten der Wechselwirkung von Lasern hoher Intensität mit Plasma, die Entwicklung von Plasma-Beschleunigern, Freien Elektronenlasern, Gyrotrone und Elektronenbeschleunigern mit hoher Stromdichte.
Er ist Fellow der American Physical Society, der Optical Society of America und des IEEE.